# Marie-Azélie Guérin
Marie-Azélie Guérin (sinh: 23 tháng 12 năm 1831, mất: 28 tháng 8 năm 1877) là một giáo dân Công giáo người Pháp. Bà là mẹ của Têrêsa Hài đồng Giêsu - một vị tiến sĩ Hội Thánh của Giáo hội Công giáo. Bà và chồng là Louis Martin đã được Giáo hoàng Phanxicô tuyên thánh của Giáo hội Công giáo Rôma vào ngày 18 tháng 10 năm 2015, trở thành đôi vợ chồng đầu tiên đồng thời được phong thánh.

## Cuộc đời
Azélie-Marie Guérin được sinh ở Saint-Denis-sur-Sarthon, Orne, Pháp. Bà là con gái thứ hai của hai vợ chồng Isidore Guérin và Louise-Jeanne Mace. Bà có một người chị là Marie-Louise, nữ tu dòng Visitandine, và một người em trai tên là Isidore, dược sĩ. Zélie khi trẻ từng muốn trở thành một nữ tu, nhưng bà đã bị loại khi thử tập tại dòng Nữ Tử Bác Ái Vinh Sơn do gặp những vấn đề về sức khỏe như hô hấp và nhức đầu mãn tính. Zélie sau đó đã ước nguyện khi có con, bà sẽ dâng hiến cho Thiên Chúa.
Không thể trở thành một nữ tu, bà Guérin theo học và trở thành một người thợ thêu,. Một thời gian sau, bà gặp và yêu một người thợ sửa đồng hồ tên là Louis Martin. Năm 1858, Louis Martin và Marie-Azélie Guérin quyết định kết hôn sau ba tháng tìm hiểu. Thánh lễ kết hôn của họ được tổ chức tại Vương cung thánh đường Đức Mẹ Hồn Xác Lên Trời tại Alençon.
Tuy nhiên, sau khi kết hôn, hai ông bà đã sống cuộc sống độc thân gần một năm với nhau. Sau đó, cả hai người đều nhận ra ý Thiên Chúa muốn họ sống nghĩa vợ chồng và họ đã có chín người con. Bốn người chết ngay trong thời thơ ấu, năm cô con gái còn lại lần lượt trở thành các nữ tu của Dòng Kín và Dòng Thăm Viếng.

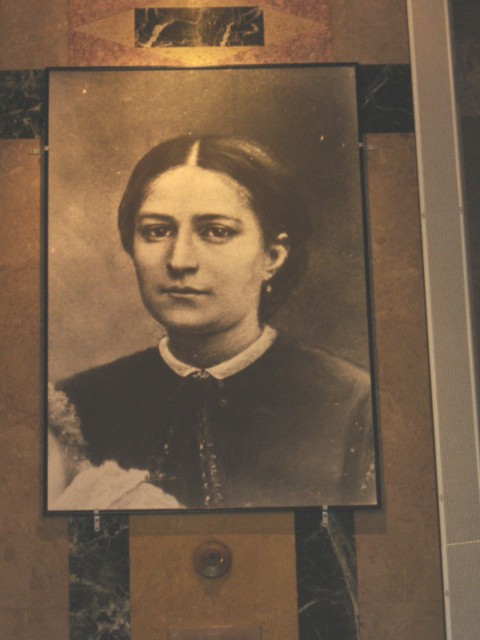
Chân dung của Marie-Azélie Guérin ở Vương cung thánh đường Thánh Têrêsa Lisieux

Ngày 28 tháng 8 năm 1877, Marie-Azélie Guérin qua đời vì căn bệnh ung thư vú tại Alençon, Orne, thọ 45 tuổi. Bà để lại năm cô con gái nhỏ cho Louis chăm sóc: Marie, Pauline, Leonie, Celine, và Têrêsa khi ấy mới lên bốn tuổi. Tang lễ của bà được tổ chức tại nhà thờ nơi bà từng làm lễ kết hôn với Louis. Ông Louis Martin thì qua đời năm 1894 sau lần đột quỵ vào năm 1889 và suốt 5 năm đau bệnh trầm trọng kéo dài.

## Tuyên Thánh

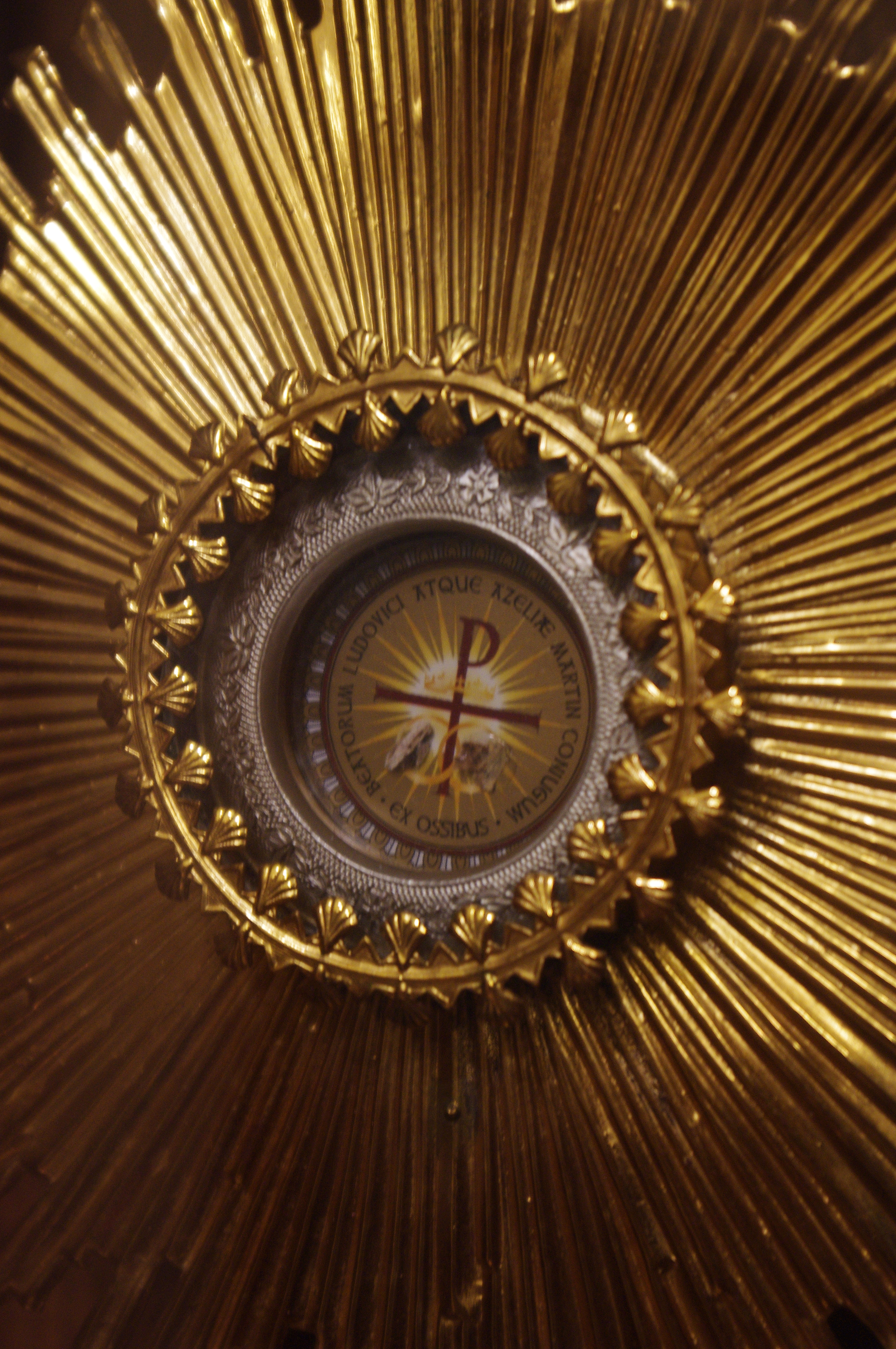
Thánh tích của Louis Martin và Marie-Azélie Guérin tại Nhà thờ Saint Patrick trong Columbus, Ohio

Ngày 26 tháng 3 năm 1994 Louis Martin và Marie-Azélie Martin được tuyên bố là Đấng đáng kính bởi Giáo hoàng Gioan Phaolô II.
Ngày 19 tháng 10 năm 2008, ông bà được phong Chân phước do Hồng Y Jose Saraiva Martins, sứ thần của Giáo hoàng Biển Đức XVI chủ tế thánh lễ tuyên phong tại Basilique de Sainte-Thérèse, Lisieux.
Ngày 07 tháng 1 năm 2013, Carlos Osoro Serra-Tổng Giám mục của Valencia, đã chủ sự mở đầu quá trình kinh điển để tìm hiểu về việc chữa lành bệnh trong năm 2008 của cô bé tên là Carmen, sinh tại Valencia bốn ngày trước khi Louis và Zélie được phong chân phước. Tám bác sĩ đã làm chứng rằng "không có lời giải thích khoa học nào cho việc được chữa lành bệnh của cô bé Carmen". Tòa án giáo phận tổ chức phiên họp kết luận về phép lạ này vào ngày 21 tháng 5 năm 2013, và các dữ liệu thông tin đã được gửi đến Rome. Bộ Tuyên Thánh (Congregatio de Causis Sanctorum) đã xem xét sau đó đề nghị Giáo hoàng cho Louis và Zélie Martin được phong thánh.
Ngày 3 tháng 3 năm 2015, Hồng y Angelo Amato đã thông báo chính thức rằng Louis Martin và Zellie Martin sẽ được tuyên thánh. vào dịp Thượng Hội đồng giám mục họp do Giáo hoàng đã chấp nhận các phép lạ của ông bà.
Ngày 26 tháng 6 năm 2015, một bộ phim được Tổng Giáo phận Valencia sản xuất để công bố về phép lạ phong thánh của Louis Martin và Zellie Martin đã được phát hành trực tuyến bằng tiếng Anh. Ngày 27 tháng 6 năm 2015, tại một hội nghị công giáo của các hồng y ở Roma, Giáo hoàng Phanxicô đã phê chuẩn nghị định cho việc phong thánh Louis và Zélie Martin và thông báo rằng buổi lễ sẽ diễn ra trong tháng 10 tại Rome.
Ngày 18 tháng 10 năm 2015, Lần đầu tiên Giáo hội Công giáo Rôma tổ chức phong Thánh cho cả hai vợ chồng là Louis Martin và Marie-Azélie Guérin.